# El pastor mentider
El pastor mentider o "que ve el llop", és una faula atribuïda a Isop. que també ha estat editada en nombroses ocasions amb el nom de Joan i el llop. D'aquesta faula s'ha extret la cèlebre frase Que ve el llop! com a símil d'alertes infundades.

## Sinopsi
Hi havia un jove pastor que cuidava el seu ramat d'ovelles a les rodalies d'un petit poble. Un dia se li va acudir fer una broma als habitants del lloc, així que va entrar al poble alarmat cridant que s'havia trobat amb un llop, i que les seves ovelles corrien perill. Això va preocupar a tots els habitants, que es van disposar a ajudar-lo. Corrent, el van seguir fins al lloc on havia vist al suposat llop, i es van trobar que era una broma del jove. Enfadats per la mentida van tornar al poble. El llop, però, sí que se li va aparèixer al pastor un dia, i aquest va tornar a anar al poble per demanar l'ajuda dels veïns, però, aquests es van imaginar que es tractava d'una altra broma pesada del pastor, i van decidir no ajudar-lo. El conte finalitza amb el llop menjant-se unes quantes ovelles i el pastor, sense poder defensar-les. Sembla que hi ha altres versions més dramàtiques, on el llop es menja totes les ovelles i fins i tot al propi pastor.

## Moralitat
L'ensenyament d'aquesta obra literària és la defensa del valor de la sinceritat, perquè un mal ús d'aquesta, pot fer arribar a perdre la credibilitat. El pastor arriba a perdre la credibilitat, per l'abús de la bona fe dels seus conciutadans, provocant-li un greu perjudici al seu ramat, danyant la seva font de subsistència econòmica, a part d'una pèrdua de credibilitat dels vilatans, resumint:
"Ningú creu a un mentider, ni quan diu la veritat."